# Pali Blues Soccer Club
Il Pali Blues Soccer Club, indicata semplicemente come Pali Blues, fu una squadra di calcio femminile professionistico statunitense con sede a Los Angeles, California.

## Storia
La squadra, i cui colori sociali erano il celeste, arancione e bianco, venne istituita nel 2007 per essere iscritta dalla stagione 2008 alla United Soccer Leagues W-League, l'allora secondo livello del campionato statunitense e canadese di calcio femminile. Pur non essendone direttamente collegata, era affiliata alla squadra maschile dei Los Angeles Blues iscritta alla United Soccer Leagues Professional Division (terzo livello).
Il team giocò nella Western Conference contro Colorado Force, Colorado Rush, LA Strikers, Santa Clarita Blue Heat, Seattle Sounders Women, Vancouver Whitecaps e Victoria Highlanders Women.
La squadra giocò le sue partite interne allo Stadium-by-the-Sea situato presso la Palisades High School, nella Pacific Palisades area di Los Angeles.
Il club ha goduto di un forte sostegno da parte dei fan del Tony Danza Army, il loro gruppo di tifosi ufficiali. Lo Stadium-by-the-Sea è stato ampiamente considerato uno dei campi più impegnativi da giocare nella W-League, come confermato dal tecnico delle Pali Blues Charlie Naimo, che ha definito il supporto di Tony Danza Army il migliore che ha visto nelle United Soccer Leagues.
I Blues hanno vinto il loro primo titolo W-League nella loro stagione d'esordio, battendo 2-1 le avversarie dell'Indiana 2-1 nella finale disputata a Virginia Beach il 2 agosto 2008. Il successo venne bissato la stagione successiva, nella finale di Germantown, Maryland del 7 agosto 2009, superando per 2-1 i Washington Freedom Reserve.
Nel novembre 2014, i Blues hanno annunciato che non avrebbero più gareggiato nella W-League in modo che i proprietari potessero concentrare i loro sforzi sul loro franchise USL.

## Organico

### Rosa 2014
Rosa, ruoli e numeri di gara estratti dal sito ufficiale.
| N. |                        | Ruolo | Calciatrice     |
| -- | ---------------------- | ----- | --------------- |
| 2  | Stati Uniti (bandiera) | D     | Abby Dahlhemper |
| 3  | Stati Uniti (bandiera) | D     | Caprice Dydasco |
| 4  | Stati Uniti (bandiera) | C     | Elizabeth Eddy  |
| 5  | Stati Uniti (bandiera) | D     | Kasey Johnson   |
| 6  | Stati Uniti (bandiera) | A     | Makenzy Doniak  |
| 7  | Stati Uniti (bandiera) | D     | Ashley Freyer   |
| 8  | Stati Uniti (bandiera) | D     | Kassey Kallman  |
| 9  | Stati Uniti (bandiera) | A     | Chioma Ubogagu  |
| 10 | Stati Uniti (bandiera) | C     | Sarah Killion   |
| 12 | Sudafrica (bandiera)   | P     | Roxanne Barker  |
| 13 | Canada (bandiera)      | D     | Sasha Andrews   |

| N. |                        | Ruolo | Calciatrice       |
| -- | ---------------------- | ----- | ----------------- |
| 14 | Stati Uniti (bandiera) | A     | Jamia Fields      |
| 15 | Stati Uniti (bandiera) | A     | Megan Borman      |
| 16 | Stati Uniti (bandiera) | C     | Ashley Nick       |
| 18 | Italia (bandiera)      | D     | Viviana Schiavi   |
| 19 | Italia (bandiera)      | D     | Alia Guagni       |
| 20 | Stati Uniti (bandiera) | C     | Kelsea Smith      |
| 21 | Stati Uniti (bandiera) | P     | Maddie Clarefield |
| 24 | Stati Uniti (bandiera) | C     | Daphne Corboz     |
| 25 | Stati Uniti (bandiera) | D     | Lynn Williams     |
| 29 | Stati Uniti (bandiera) | A     | Mele French       |
| 34 | Stati Uniti (bandiera) | C     | Jenna Richmond    |

### Area tecnica
- Head Coach: Charlie Naimo
- Assistant Coach: Tracey Kevins
- Goalkeeper Coach: Brett Borm

### Principali calciatrici
la seguente lista riunisce le calciatrici che hanno giocato nei club professionistici e/o nelle squadre nazionali:
- Danesha Adams
- Sasha Andrews
- Karen Bardsley
- Liz Bogus
- Janice Cayman
- Leanne Champ
- Lauren Cheney
- Carrie Dew
- Whitney Engen
- Kendall Fletcher
- Lauren Fowlkes
- Mele French
- Sara Gama
- Ashlyn Harris

- Tobin Heath
- Valerie Henderson
- Tuija Hyyrynen
- Brittany Klein
- Kara Lang
- Amy LePeilbet
- Manya Makoski
- Collette McCallum
- Iris Mora
- Alex Morgan
- Kate Munoz
- Jill Oakes
- Kelley O'Hara
- Cathrine Paaske-Sørensen
- Maria Ilaria Pasqui

- Erika Prado
- Christen Press
- Ali Riley
- Julie Rydahl Bukh
- Rosie Tantillo
- Jodie Taylor
- India Trotter
- Aricca Vitanza
- Sarah Walsh
- Nikki Washington
- Michelle Wenino
- Kandace Wilson
- Kirsty Yallop

## Year-by-year
| Anno | Division | League       | Reg. Season       | Play-off        |
| ---- | -------- | ------------ | ----------------- | --------------- |
| 2008 | 1        | USL W-League | 1º posto, Western | Campione        |
| 2009 | 2        | USL W-League | 1º posto, Western | Campione        |
| 2010 | 2        | USL W-League | 2º posto, Western | Western Finals  |
| 2011 | 2        | USL W-League | 3º posto, Western | Non qualificata |
| 2012 | 2        | USL W-League | 1º posto, Western | Finali          |
| 2013 | 2        | USL W-League | 1º posto, Western | Campione        |
| 2014 | 2        | USL W-League | 1º posto, Western | Campione        |

## Palmarès
- USL W-League Champions 2008, 2009, 2013, 2014
- USL W-League Regular Season Champions 2008, 2012, 2014
- USL W-League Western Conference Champions 2008, 2009, 2012, 2013, 2014